# Steven St. Croix
Steven St. Croix (Los Ángeles, California; 24 de febrero de 1968) es un actor y director pornográfico estadounidense.
Ha participado en más de 1000 películas, y ha ganado varios premios AVN. Lo instalaron en el Paseo de la Fama AVN en 2005.
En 1996, St. Croix se convirtió en el primer hombre en firmar un contrato con una de las mayores empresas de producción de vídeo de la industria para adultos, Video Vivid. Poco después, generó atención mediática notable cuando el presidente de Vivid Steven Hirsch suscribió una póliza de seguro de un millón de dólares en los genitales de St. Croix, citando preocupaciones por una lesión potencial causada en una motocicleta.

## Premios
- 1994 AVN Award – Mejor escena de sexo grupal (Video) – A Blaze Of Glory (con Roxanne Blaze y Crystal Wilder)[1]
- 1994 XRCO Award – Mejor Actor (Actuación en solitario) – Dog Walker
- 1995 AVN Award – Mejor Actor (Video) – Chinatown[2]
- 1995 AVN Award – Mejor escena de sexo en pareja (Filme) – Dog Walker (con Christina Angel)[2]
- 1996 AVN Award – Mejor Actor de Reparto (Filme) – Forever Young[3]
- 1997 AVN Award – Mejor escena de sexo grupal (Filme) – The Show (con Christy Canyon, Vince Vouyer y Tony Tedeschi)[4]
- 1998 AVN Award – Mejor Actor (Filme) – Bad Wives[5]
- 1998 AVN Award – Mejor escena de sexo anal (Filme) – Bad Wives (con Dyanna Lauren)[5]
- 2004 AVN Award – Mejor escena de sexo grupal (Filme) – Looking In (con Dru Berrymore, Taylor St. Claire, Savanna Samson, Anne Marie, Dale DaBone y Mickey G.)[6]
- 2004 AVN Award – Mejor actor de reparto (Filme) – Looking In[6]
- 2005 Inducción al AVN Hall of Fame[7]
- 2013 Premios XBIZ – Artista regreso del año[8]
- 2013 XBIZ Award – Mejor Actor (Película) – Torn[8]